# Call of Duty 4: Modern Warfare
Call of Duty 4: Modern Warfare  (oficialmente como Call of Duty: Modern Warfare o abreviado como CoD 4) es un videojuego de disparos en primera persona bélica desarrollado por Infinity Ward y distribuido por Activision. Es la cuarta entrega principal de la serie Call of Duty. El juego se aleja de la ambientación de la Segunda Guerra Mundial de las entregas anteriores y se ambienta en la época actual. Desarrollado durante dos años, Modern Warfare se lanzó en noviembre de 2007 para PlayStation 3, Xbox 360 y Microsoft Windows. Una versión para Wii, desarrollada por Treyarch y subtitulada Reflex Edition, se lanzó en 2009.
La historia toma lugar en el año 2011, donde un líder radical ha ejecutado al presidente Al-Fulani que preside un país sin nombre con localización en Oriente Medio, y un movimiento «ultranacionalista» da inicio a una guerra civil en Rusia. Los conflictos son vistos desde la perspectiva de un grupo de la Fuerza de Reconocimiento del Cuerpo de Marines de los Estados Unidos y de un comando del SAS británico, estableciéndose estos en varios lugares, incluyendo Medio Oriente, Azerbaiyán, Rusia y Prípiat. Los personajes jugables de la trama son varios, resaltando dos personajes protagonistas: el Sargento británico John "Soap" MacTavish y el Sargento estadounidense Paul Jackson. Como en otras ediciones de la serie, el videojuego es de disparos en primera persona de estilo bélico, y el ambiente cerrado y lineal se mantiene, al igual que otros títulos de la serie, debido a que cada misión es necesaria para progresar a través del juego y desbloquear más contenido sobre esta misma. Modern Warfare posee un modo multijugador en línea con variados modos de juego y distintos mapas, y contiene un sistema de nivelación que permite al jugador desbloquear armas adicionales, accesorios de armas, y esquemas de camuflaje a medida que se avanza en dicha nivelación.
Un gran éxito comercial y crítico, Call of Duty 4: Modern Warfare rompió marcas en la industria de los videojuegos con ventas de alrededor de 7 millones de copias para enero de 2008, y más de 13 millones de USD en ingresos a dos años de su lanzamiento, siendo el videojuego más vendido para el año 2007. El modo de juego y la historia recibieron elogios de forma particular, mientras que las críticas fueron dirigidas al fracaso del juego para innovar sustancialmente el género de disparos en primera persona. El juego ganó numerosos premios de sitios web de juegos, incluyendo «Juego del año», «Mejor juego de Xbox 360», entre otros. Además, recibió críticas generalmente positivas, convirtiéndose en uno de los juegos mejor puntuados de todos los tiempos en sitios web recopilatorios de puntuación como Metacritic y GameRankings, obteniendo un puntaje promedio de 94 sobre 100.
El 4 de noviembre de 2016 se lanzó una versión del juego remasterizada (mejores gráficos y algunos extras) llamada Call of Duty: Modern Warfare Remastered, para las consolas de nueva generación (PS4, Xbox One, y PC), que incluirá la campaña entera y 10 mapas multijugador. Este juego está incluido con ediciones especiales del juego Call of Duty: Infinite Warfare, y en un inicio fue lanzado únicamente para descarga digital. Sin embargo finalmente se anunció su venta en formato físico independiente, lanzado el 27 de junio de 2017 en todo el mundo. A pesar del lapso de tiempo entre su lanzamiento digital y el físico, el disco del juego no incluye ninguno de los extras ni DLCs de pago lanzados hasta la fecha.

## Argumento
| Misión                   | País                      | Localización/es              |
| ------------------------ | ------------------------- | ---------------------------- |
| P. N. S.                 | Bandera de Inglaterra     | Credenhill, Inglaterra       |
| Tripulación prescindible | -                         | Estrecho de Bering           |
| El golpe                 | Bandera de Arabia Saudita | Arabia Saudita               |
| Apagón                   | Bandera de Rusia          | Montañas del Cáucaso, Rusia  |
| Charlie no hace surf     | Bandera de Kuwait         | Ciudad de Kuwait, Kuwait     |
| El pantano               | Bandera de Arabia Saudita | Al Qunfudhah, Arabia Saudita |
| Cazado                   | Bandera de Rusia          | Komi, Rusia                  |
| Muerte aérea             | Bandera de Rusia          | Rusia europea                |
| Jabalí                   | Bandera de Arabia Saudita | Riad, Arabia Saudita         |
| Sorpresa y pavor         | Bandera de Irán           | Ahvaz, Irán                  |
| Secuelas                 | Bandera de Irak           | Bagdad, Irak                 |
| Casa franca              | Bandera de Azerbaiyán     | Quba, Azerbaiyán             |
| Todos camuflados         | Bandera de Ucrania        | Prípiat, Ucrania             |
| Un tiro, un muerto       | Bandera de Ucrania        | Chernóbil, Ucrania           |
| Al rojo vivo             | Bandera de Azerbaiyán     | Quba, Azerbaiyán             |
| Los pecados del padre    | Bandera de Rusia          | Uzlovaya, Rusia              |
| Ultimátum                | Bandera de Rusia          | Macizo de Altái, Rusia       |
| Todos dentro             | Bandera de Rusia          | Macizo de Altái, Rusia       |
| En el CG no se lucha     | Bandera de Rusia          | Macizo de Altái, Rusia       |
| Fin del juego            | Bandera de Rusia          | Macizo de Altái, Rusia       |
| Club de Ligue Aéreo      | -                         | Avión capturado              |

### Sinopsis

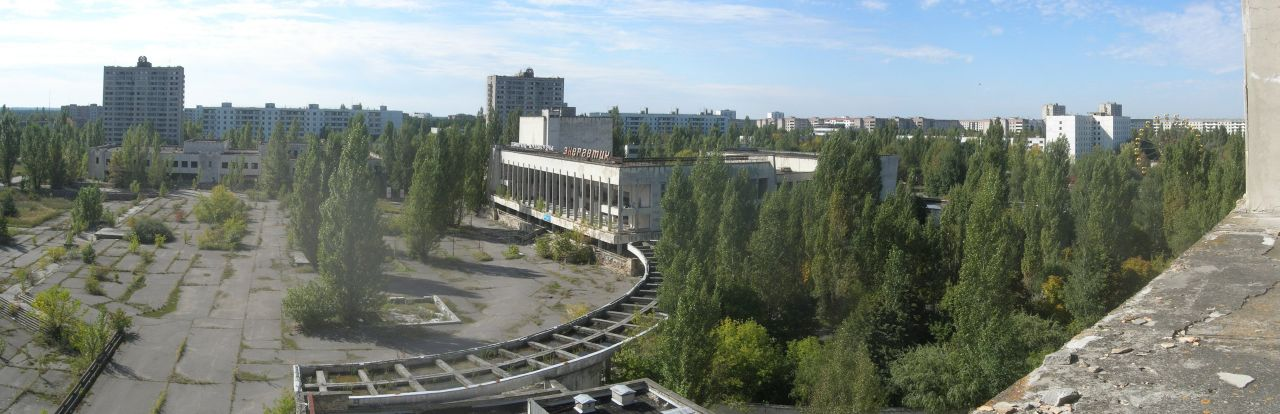
Parte del juego tiene lugar en Prípiat, Ucrania, ofreciendo varios aspectos emblemáticos de la ciudad abandonada, como esta plaza.

En 2011, ha estallado una guerra civil en Rusia entre su gobierno y los ultranacionalistas quienes buscan restaurar Rusia a su glamur de la era soviética. En el estrecho de Bering un equipo del Servicio Aéreo Especial británico al mando del capitán John Price, realiza una incursión a un barco carguero estonio, en sus bodegas encuentran un contenedor con una ojiva nuclear con destino a una organización terrorista árabe, pero antes de confiscar el dispositivo el barco es atacado por cazas, los ingleses huyen con el manifiesto de carga del navío, con el novato del equipo, el sargento John "Soap" MacTavish casi quedándose atrás. Mientras tanto, un grupo separatista dirigido por Khaled Al-Asad toma el poder de Arabia Saudita mediante un golpe de Estado, asesinando a su presidente Yashir Al-Fulani en cadena nacional. Al-Asad es despiadado y tiene vistas antioccidentales extremas, discordantes a los Estados Unidos, que invade el país para restituir la democracia. En la madrugada del segundo día, el mismo equipo SAS se infiltra en el Cáucaso ruso para rescatar a un informante conocido como Nikolai, dentro de las filas ultranacionalistas con la ayuda de una unidad del Ejército Ruso leal al gobierno, después de ser rescatado, el informante les dice que las fuerzas golpistas en medio oriente pueden tener un artefacto nuclear ruso. En la tarde del segundo día de la invasión, una unidad de la 1.º Fuerza de Reconocimiento del Cuerpo de Infantería de Marina de los Estados Unidos es enviado a capturar a Al-Asad. Las fuerzas estadounidenses atacan una estación de televisión en el que Al-Asad se cree que está transmitiendo en vivo y luego entra en combate urbano en una ciudad de nombre desconocido al sur de la capital.
En camino a una casa de seguridad en Hamburgo, el Blackhawk donde los británicos y Nikolai efectuaban su escape es derribado, haciendo un aterrizaje forzoso en una granja. Tras evadir las patrullas ultranacionalistas y derribar un Hip, un AC-130 de la Fuerza Aérea de los EE. UU. comienza a darles apoyo aéreo cercano para avanzar a través del territorio enemigo, posteriormente siendo rescatados en un deshuesadero. En la tarde del tercer día, los EE. UU. lanza un asalto a gran escala en el palacio presidencial de Al-Asad, a pesar de la advertencia del SAS sobre la posible arma nuclear. Mientras los SEALs de la Marina de EE. UU. asaltan el palacio presidencial y los equipos NEST intentan deshabilitar el arma nuclear en posesión de los árabes, los marines atacan las fuerzas terrestres de Al-Asad. El asalto, sin embargo, termina en catástrofe cuando el arma nuclear de repente se detona en plena retirada de los estadounidenses, eliminando la mayor parte de la ciudad junto con todos en ella. La explosión también mata a Jackson, cuando el Sea Knight donde evacuaba con su pelotón es derribado por la onda expansiva.
Negándose a asumir que Al-Asad murió, un equipo de ataque SAS apoyado por los leales de Rusia ataca un piso franco potencial en un pueblo de Azerbaiyán. Liderados por el capitán Price, el equipo de ataque erradica las fuerzas rusas ocupantes y capturan a Al-Asad. Pronto en el interrogatorio, suena el teléfono de Al-Asad. Después de escuchar la voz del que llama, el capitán Price ejecuta a Al-Asad y revela que quien llamaba era el líder de los ultranacionalistas: Imran Zakhaev.
El capitán Price cuenta la historia de una misión en Prípiat, Ucrania en 1996. Como consecuencia del accidente de Chernóbil y el colapso de la Unión Soviética, Zakhaev aprovechó la confusión para sacar provecho de la proliferación nuclear, vendiendo el material radioactivo y utilizando su nueva riqueza para atraer a los soldados del ejército soviético para formar su partido ultranacionalista. Price, en ese entonces un teniente, bajo el mando del capitán MacMillan fueron enviados en una operación negra para asesinar a Zakhaev. Desde su puesto de observación en el piso superior del hotel Polissya, Price disparó contra Zakhaev un Barrett M82, pero el disparo solo cortó el brazo de Zakhaev. MacMillan asume que el shock y la pérdida de sangre terminarán con Zakhaev, ordenando una rápida retirada mientras un Havoc destruye el escondite, ya estando en la calle comienzan a avanzar por la ciudad para llegar al punto de extracción, siendo perseguidos por los ultranacionalistas. Tras perderlos en un edificio de apartamentos logran derribar un helicóptero, pero este al estrellarse deja herido a MacMillan en sus piernas, Price lo lleva a sus espaldas mientras los ultranacionalistas los persiguen. Atravesando la Piscina Azul, llegan al punto de extracción, el parque de diversiones de la ciudad, luego de dejar a su superior tras la rueda de la fortuna y plantar minas Claymore, Price toma posición mientras los ultranacionalistas comienzan a asaltar el lugar, tras resistir varias oleadas, son rescatados por un Sea Knight estadounidense.
El SAS, los Marines y los Leales intentan capturar al hijo de Zakhaev -Victor- para conocer el paradero de su padre pero mientras lo arrinconan en la azotea de un edificio de apartamentos, Victor se suicida con un disparo en la cabeza. Enfurecido, Zakhaev ordena que todas las fuerzas estadounidenses y británicas abandonen territorio ruso inmediatamente, amenazando con consecuencias severas de no obedecer. Sabiendo que Zakhaev tomó control de un silo nuclear, el SAS y los marines se insertan por aire a una aldea cercana, con Price y su equipo teniendo la misión de destruir las torres de transmisión que proveen de energía al silo. Destruyendo las torres, la energía se corta y un segundo equipo ataca directamente el silo, mientras Price y los demás se acercan al lugar, dos misiles balísticos intercontinentales son lanzados, se estima que su objetivo es la costa este de los EE. UU., calculando 41 millones de muertos. La única manera de parar en seco el ataque es destruir los misiles en vuelo, estadounidenses y británicos se infiltran en el silo, llegando a la sala de control y activando la autodestrucción de los proyectiles, imágenes satelitales confirman la destrucción de los misiles sobre el océano Atlántico. 
Tras salir a la superficie, estadounidenses y británicos comienzan su escape en camiones, siendo perseguidos por vehículos ultranacionalistas y un Hind, llegando a un puente, el helicóptero lo destruye, dejando atrapados a lo SAS y marines. La consiguiente lucha con los ultranacionalistas deja a todos en la fuerza conjunta muertos o gravemente heridos. El propio Zakhaev llega y comienza a matar los soldados heridos -Gaz y Griggs- cuando los leales de repente destruyen su Mi-24 Hind y se unen a la refriega. Zakhaev muere acribillado por Soap. Las fuerzas leales comienzan a atender a los heridos de inmediato.
En el epílogo, el incidente de los misiles y el apoyo de los ultranacionalistas a Al-Asad son silenciados, lo que causa los eventos de Call of Duty: Modern Warfare 2.

## Personajes
Los personajes principales del escuadrón aliado S.A.S son: Soap McTavish, Nikolai, Capitán Price, Gaz, Sargento Griggs y el Sargento Kamarov del escuadrón ruso (aunque no parece importante, ayuda en mucho al final del juego y por eso merece ser mencionado); en cuanto al escuadrón U.S.M.C los personajes principales son: el sargento Paul Jackson, el teniente Vásquez, Soldado Rozcewei, Capitán Harris (durante la explosión nuclear, Jackson y Vásquez mueren y Griggs queda al mando y unen sus fuerzas con el escuadrón aliado S.A.S para acabar con Imran Zakhaev y Harris y Rozcewei logran sobrevivir y huyen a Nueva York) y de las fuerzas enemigas al principio el dictador Al-Asad, al final Imran Zakhaev y su hijo Víctor Zakhaev.

## Sistema de juego

### Principios básicos

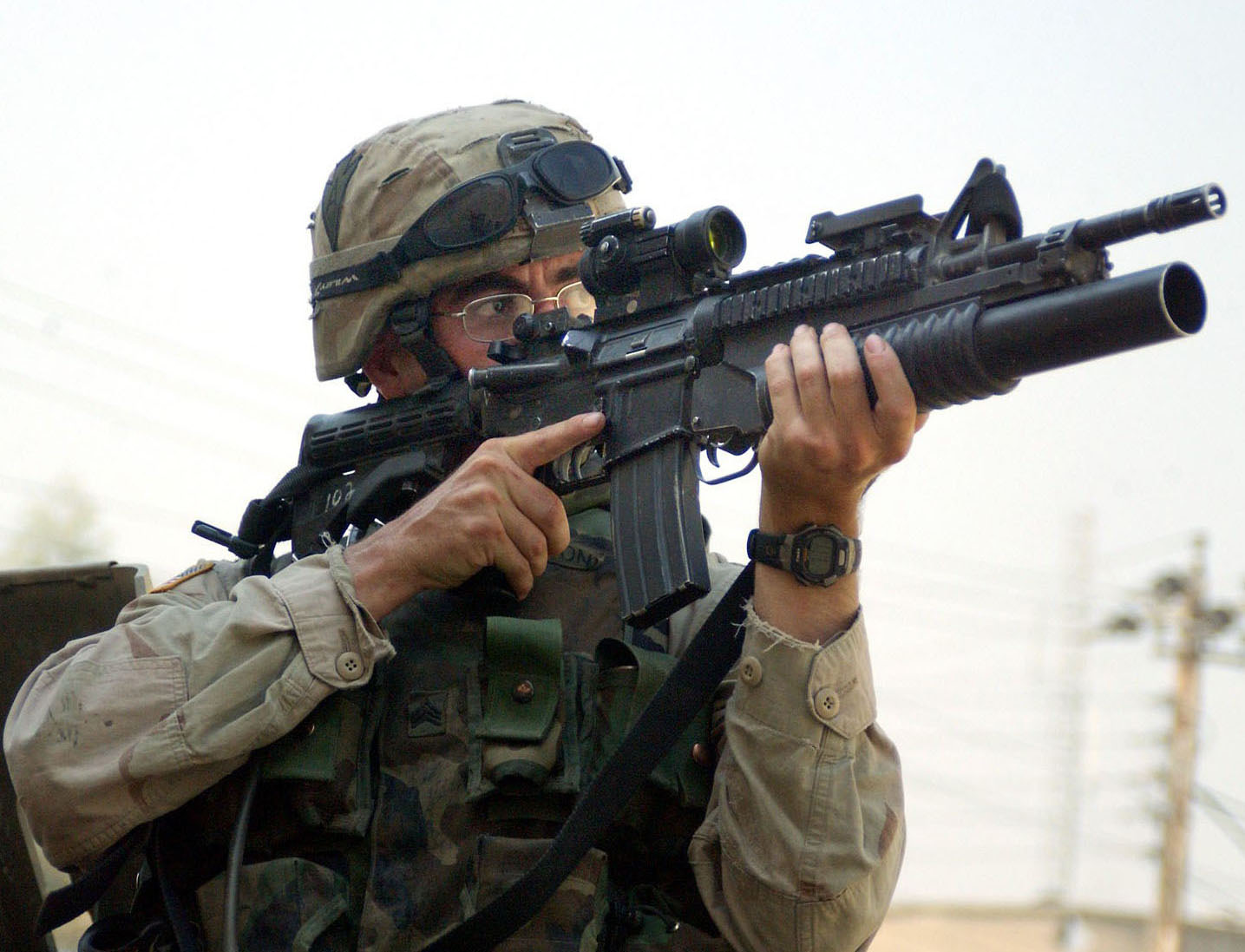

Call of Duty 4: Modern Warfare posee una estructuración similar a los juegos anteriores de su serie. El núcleo de este consiste en elementos de un juego de disparos en primera persona, mostrando la mayor parte del juego desde los ojos del personaje a asumir en los distintos escenarios del videojuego. El jugador es capaz de caminar, correr, agacharse, tumbarse, saltar, etc.

### Campaña
La campaña posee niveles de dificultad a elección del jugador, los cuales aparecen al comienzo de una nueva partida, o al momento de elegir una misión al azar, estos son cuatro; «Recluta», que es el menos complicado y el que menos retos posee durante la campaña; «Profesional», en donde el jugador posee más retos con un poco más de dificultad, pero todavía no es suficientemente difícil; «Curtido», modo el cual es ideal para jugadores experimentados, y que posee enemigos más listos y peligrosos, y muchos más retos que las dificultades anteriores; y por último, «Veterano», siendo el último y el más arduo nivel de dificultad, donde los enemigos se vuelven brutales y extremadamente precisos con las armas.
A su vez, el juego consta de diecisiete niveles en total en el modo de campaña; estos, separados por «actos» —siendo cuatro: el prólogo y los actos uno, dos y tres—, los cuales se caracterizan por ser lineales.

### Multijugador
Modern Warfare cuenta con un modo multijugador por equipos y deathmatchs basados en distintos mapas. Cada modo posee un objetivo que requiere de estrategias únicas para poder ser completadas. Los jugadores pueden llamar a vehículos aéreos no tripulados de reconocimiento, exploración, ataque aéreo y helicópteros de ataque; esto, ocurrido cuando se logran acabar de forma seguida con tres, cinco y siete enemigos, respectivamente. Un juego termina cuando un equipo o jugador ha alcanzado un determinado número de puntos, o bien expire el tiempo asignado, en cuyo caso el equipo o jugador con más puntos gana. Si los equipos están igualados en puntos incluso cuando el tiempo expira, el modo muerte súbita se activa, en el que no hay reaparición al momento de morir y el equipo que tenga a su último hombre el pie o que bien consiga el primer objetivo, serán los ganadores. Si el jugador se encuentra en ninguna de las dos partidas mencionadas, entonces se produce un «Overtime match», en el que el próximo equipo a ganar es recompensado con la victoria.
El rendimiento del jugador en el modo multijugador se realiza con un sistema de puntos de experiencia, que puede ser ganado por matar a los jugadores rivales, completando desafíos y objetivos, o al completar una ronda o partida. A medida que la experiencia del jugador avanza de nivel, se desbloquean nuevas armas, ventajas, desafíos y modo de juego. El nivel más alto que se puede obtener en Call of Duty 4 es 55, no obstante, en las versiones de consola del juego, el jugador tiene la opción de introducir la edición «Prestige», que devuelve el nivel de una y elimina todos los puntos desbloqueables. Este proceso puede repetirse hasta 10 veces con las diferentes insignias que se van obteniendo cada vez.
Completar un desafío otorga puntos de experiencia y puede desbloquear accesorios para armas. A medida que aumenta el nivel de un jugador por ganar experiencia, este desbloqueará nuevas armas, ventajas, o desafíos. A medida que el jugador avanza en los niveles, se gana la habilidad de personalizar su propia clase de armamento, lo que incluye la selección de su arma principal y secundaria, y sus tipos de granadas. Además, el jugador puede seleccionar tres ventajas, una de cada uno de los tres «niveles», que se pueden personalizar a su carácter. Efectos de las ventajas incluyen, pero no se limitan a: munición extra, incremento de daño de bala por el jugador, o dejar caer una granada abierta cuando el jugador muere. El jugador también tiene la opción de completar los desafíos para recibir más puntos de experiencia; los desafíos incluyen logros de un cierto número de muertes con un arma específica, el derribo de un helicóptero o la realización de una serie de disparos a la cabeza. Adicionalmente, cuando el jugador llega a una cierta cantidad de disparos en la cabeza con un arma específica —excluyendo armas secundarias—, el jugador desbloquea camuflajes que solo podrán ser utilizados para el arma específica.

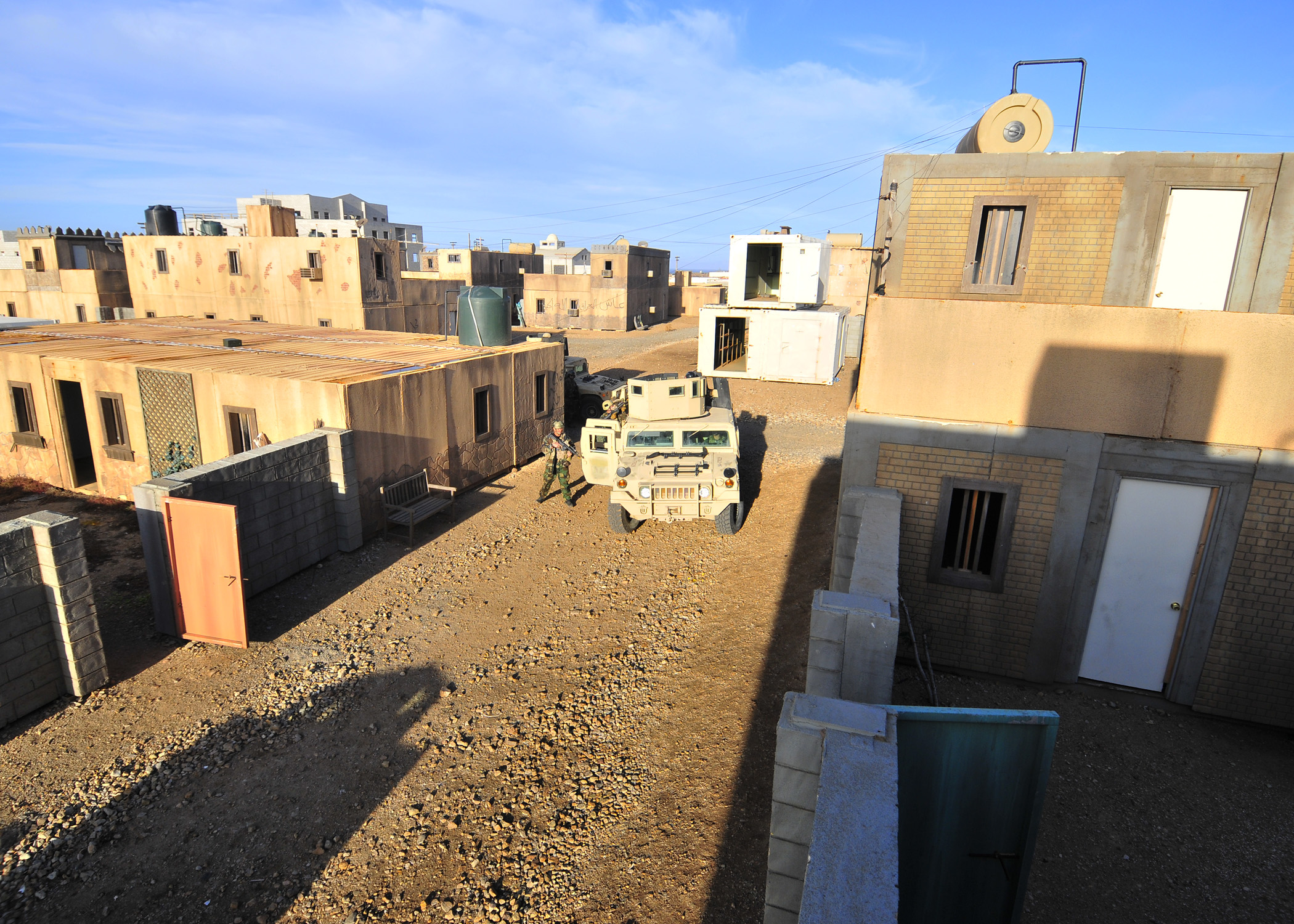
Cada mapa presente en el modo multijugador posee sus propias características geográficas y climáticas, las cuales incluyen desiertos, paisajes nevados, ciudades netamente urbanas o lugares frondosos. En la imagen, una simulación de ciudad-desierto para entrenamiento en la isla San Clemente.

Hay varios tipos de juegos los cuales se engloban en 2 modos principales, estos son: «Core» y «Hardcore». Estos dos incluyen los mismos modos de juegos, pero diferente forma de presentarlo. Los juegos en el modo Core incluyen; «Partida a muerte por equipos» (en inglés: «Team Deathmatch»), donde 2 equipos compiten para acumular la mayor cantidad de puntos por medio de muertes en un juego de combate tradicional; «Todos contra todos» (en inglés: «Free for all»), donde los jugadores compiten contra cada unos de los participantes, y sin la existencia de equipos; «Buscar y destruir» (en inglés: «Search and destroy»), involucrando a dos equipos, en donde los jugadores deben destruir un determinado objeto, mientras que el otro equipo debe resguardar este mismo, ganando el equipo que o bien acabe a todos miembros del equipo contrario, o que cumpla con el objetivo —destruir o resguardar el objeto—; «Dominación» (en inglés: «Domination»), en donde los equipos combaten por los puntos de control que posee el mapa, y se puede reaparecer al momento de morir. Vence el equipo que posea una puntuación determinada o la más alta al momento de acabarse el tiempo; «Cuartel General» (en inglés: «Headquarters»), donde los equipos deben capturar una determinada área del mapa —el cuartel general— para así ganar puntos; y por último «Sabotaje», similar a «Buscar y destruir», pero a diferencia de este, Sabotaje posee una bomba neutral, solo una ronda por juego, los jugadores pueden reaparecer y ambos equipos deben tratar de destruir el objetivo. Por último, el modo Hardcore posee los mismos modos de juego que Core, a diferencia de que Hardcore tiene el HUD totalmente limitado, la cantidad de vida es más corta, y tardía en recuperarse, y el radar desaparece por completo para todos los jugadores.

#### Mapas
Hay varios mapas disponibles en el modo multijugador de Call of Duty 4: Modern Warfare, siendo en total dieciséis, además de cuatro que puede ser obtenidos a través del paquete de contenido descargable. Los mapas originales disponibles son: «Ambush», mapa que posee un gran ciudad-desierto, destacándose en sus partidas de sabotaje; «Backlot», sitio en construcción de tamaño mediano, sirviendo para cualquier modo de juego; «Bloc», que es un puñado de bloques de apartamentos rusos; «Bog», un pequeño desierto-pantano, siendo un nivel abierto, ideal para grupos de combate pequeños; «Countdown», una plataforma de lanzamiento con una grandes líneas de visión y con la posibilidad de realizar maniobras peligrosas; «Crash», mapa que se destaca por tener helicópteros caídos a lo largo de su estructura. Perfecto para juegos de equipo; «Crossfire», un pequeño pueblo en medio del desierto, en donde destacan sus interiores al crear combates y tiroteos fuertes; «District», una ciudad grande, con un mercado urbano en el centro. Ideal para los juegos de equipo; «Downpour», una granja rusa grande mezclada con un ambiente lluvioso, siendo excelente para partidas de Sabotaje; «Overgrown», una amplia zona de maleza rural rusa. Posee varias zonas de cobertura que pueden ser utilizadas por francotiradores; «Pipeline», un cementerio-jardín de trenes con localización en Rusia, poseyendo excelentes partidas de equipos; «Shipment», un pequeño astillero ruso que se destaca por ser abierto y poseer nulos lugares para esconderse; «Strike», una ciudad mezclada con un clima desértico-urbano; «Showdown», pequeño mapa desértico y excelente para un pequeño número de jugadores; «Vacant», oficinas rusas localizadas en el desierto; y por último, «Wet Work», siendo un barco de carga de tamaño medio-grande. Posee un ritmo rápido, sobre todo en partidas de Buscar y destruir.

### Armas
Hay una gran variedad de armas en el videojuego, las cuales se pueden categorizar en 8 grupos: Pistolas, subfusiles, fusiles de asalto, ametralladoras, fusiles de precisión, escopetas, lanzamisiles guiados y no guiados y los extras.
Pistolas: M1911, USP.45, M9 y DESERT EAGLE (Normal o Dorada)
Subfusiles: MP5, SKORPION, AK-74U, MINI-UZI y P-90
Fusiles de asalto: AK-47, M16, M16A4, M4, G36C y G3
Ametralladoras: RPD, M60 y M249 SAW
Fusiles de precisión: Barrett cal. 50, M21, Dragunov, M40A3 y R700
Escopetas: W1200 y M1014
Lanzamisiles: RPG, FGM-148 Javelin y FIM-92 Stinger
Extras: Cuchillo
Equipamiento Letal: , C4, Claymore y granadas de fragmentación
Equipamiento Táctico: Granadas de humo, granadas cegadoras y granadas de conmoción

## Desarrollo

### Producción
Call of Duty 4: Modern Warfare fue desarrollado por un equipo de un centenar de personas, en el transcurso de dos años. Después de Call of Duty 2, Infinity Ward decidió alejarse de la Segunda Guerra Mundial, ambientación de todos los anteriores juegos de la serie. Esto dio como resultado tres conceptos de juego: Call of Duty 4: Modern Warfare, Call of Duty: Modern Warfare 2 y Modern Warfare 3. Durante el desarrollo de la historia de Call of Duty 4, Infinity Ward decidió evitar hacer una referencia de las guerras actuales reales, y mantuvo el tema común de la serie de dos fuerzas opuestas de la misma resistencia. Para mejorar la sensación de realismo del juego, el equipo de desarrollo asistió a un ejercicio con fuego real en el Marine Corps Air Ground Combat Center Twentynine Palms, un centro de entrenamiento en el desierto de California. Esto ayudó a los desarrolladores para simular los efectos de estar cerca de un tanque M1 Abrams cuando este dispara. El equipo también habló con marines estadounidenses quienes recientemente había ido a combate para conseguir una sensación para el fondo, las emociones y la actitud de los infantes de marina en combate. Los veteranos también fueron contratados para supervisar las sesiones de captura de movimiento, inteligencia artificial y diseño del juego.
El equipo de desarrollo diseñó el multijugador en línea para ser equilibrado y gratificante para los nuevos jugadores, mientras que todavía ofrece algo para los jugadores experimentados. Una idea para poner en práctica fueron los principios de apoyo aéreo —ataques aéreos y helicópteros de ataque— que hacía que el jugador participara luchando sobre zonas especiales para acceder a un disparador para el apoyo aéreo contra los enemigos. Esta idea fue descartada, ya que desalentaba el tipo de deathmatch que el equipo buscaba. El sistema de recompensas de rachas de muertes (killstreaks) se puso en su lugar para fomentar la mejora de la habilidades del jugador. Los jugadores podían elegir las armas antes de las partidas para acostumbrarse a las armas con mayor facilidad y minimizar la búsqueda de armas al momento de jugar. Los mapas fueron diseñados principalmente para partidas de combate a muerte - los desarrolladores sintieron tales diseños adaptados en otros modos de juego también. Los mapas igualmente fueron diseñados para reducir al mínimo lugares donde los jugadores tuvieran la oportunidad de esconderse de los disparos enemigos.

### Motor de juego
Call of Duty 4: Modern Warfare es ejecutado con IW engine, específicamente la versión IW 3.0, que ofrece un mundo-dinámico de iluminación, efectos de iluminación HDR, sombras dinámicas y profundidad de campo. Las penetraciones de las balas son calculadas por el motor, teniendo en cuenta factores como el tipo de superficie y el espesor de la entidad. El juego corre a una resolución nativa de 600p para Xbox 360 y PlayStation 3.
Ciertos objetos, tales como automóviles y algunos edificios, son destructibles. Esto hace distinguir las distintas formas de cubrirse, como la protección que proporcionan los objetos, tales como cercas de madera, y paredes delgadas no protegen completamente a los jugadores de cualquier daño. El daño de las balas también puede reducirse después de penetrar en un objeto, y la disminución depende del tipo y grosor de la superficie de dicho objeto. El juego hace uso de un dinámico motor de física, el cual no se ha aplicado en anteriores títulos de la serie. Las animaciones de muerte son una combinación de pre-configuración de animaciones y de física ragdoll. Las versiones de consola de Modern Warfare se ejecutan en unos constantes 60 fotogramas por segundo, y la versión para Wii corre a 30 cuadros por segundo. El código se incluyó para determinar los puntos de reaparición de las armas basándose en la cercanía de las armas, y la relación entre las posiciones enemigas y la línea de visión a los puntos.
El motor del juego también ha sido utilizado para el desarrollo de otros tres videojuegos de Activision. Una versión mejorada del motor original se utilizó en Call of Duty: World at War, el quinto título de la serie Call of Duty y el predecesor de Call of Duty 4, mientras que una versión ligeramente modificada se ha utilizado para el videojuego de James Bond, Quantum of Solace, así como Golden Eye 007 con una versión muy modificada.

### Banda sonora
Call of Duty 4: Modern Warfare Original Soundtrack es la banda sonora de la música del videojuego Call of Duty 4: Modern Warfare. La mayoría de la banda sonora de Modern Warfare ha sido escrita por el compositor Stephen Barton, quien también ha contribuido a bandas sonoras de películas de Harry Gregson-Williams. Gregson-Williams también compuso la música para el juego, además del tema principal. La banda sonora está compuesta por un total de 61 pistas, en un total de 83 minutos de material grabados, poseyendo éstas canciones de una duración promedio de un minuto. La música en el juego varía según el personaje se encuentre en los distintos mapas que conforman las misiones de Call of Duty 4: Modern Warfare, la tensión del momento, y la escena en que se le presente el jugador en momento determinado, como por ejemplo ataques sorpresas, tiroteos o huidas. Varias pistas de música del juego están disponibles en el sitio web de Infinity Ward «7 days of Modern Warfare» (en español: «7 días de Modern Warfare»), y algunas otras están disponibles en el sitio web del propio Barton. La canción de rap reproducida durante los créditos finales es interpretada por el jefe de animación de Call of Duty 4, Mark Grigsby.
A continuación, la lista con los temas que componen a la banda sonora con su respectiva duración:
| Lista de canciones |                                      |          |  |
| N.º                | Título                               | Duración |  |
| 1.                 | «Armada Seanprice Church Cln»        | 3:49     |  |
| 2.                 | «Armada Seanprice Church Short Ccln» | 3:30     |  |
| 3.                 | «Airlift Deploy v1»                  | 1:41     |  |
| 4.                 | «Airlift Nuke v1»                    | 0:56     |  |
| 5.                 | «Airlift Start v16»                  | 2:11     |  |
| 6.                 | «Airplane (Alternate) v2b»           | 2:26     |  |
| 7.                 | «Ambush Standoff»                    | 0:15     |  |
| 8.                 | «Armada Start v10»                   | 1:41     |  |
| 9.                 | «Blackout Hurry»                     | 0:54     |  |
| 10.                | «Blackout Nightvision»               | 0:40     |  |
| 11.                | «BogA Shantytown v5»                 | 1:01     |  |
| 12.                | «BogA Tankdefense v1»                | 1:40     |  |
| 13.                | «BogA Victory v12»                   | 1:25     |  |
| 14.                | «Cargoship Approach v22»             | 0:47     |  |
| 15.                | «Cargoship Approach v22»             | 1:24     |  |
| 16.                | «Cargoship Flyaway v16»              | 0:46     |  |
| 17.                | «Coup BSection v2»                   | 0:48     |  |
| 18.                | «Coup Intro v38»                     | 3:31     |  |
| 19.                | «Gameshell v10»                      | 2:15     |  |
| 20.                | «ICBM Launch v6»                     | 0:44     |  |
| 21.                | «ICBM Tension2 v18»                  | 1:43     |  |
| 22.                | «Jeepride Chase v9»                  | 2:46     |  |
| 23.                | «Jeepride Defense v4»                | 2:15     |  |
| 24.                | «Jeepride Rescue v15»                | 1:15     |  |
| 25.                | «Jeepride Showdown v21»              | 1:41     |  |
| 26.                | «Killhouse Price»                    | 0:53     |  |
| 27.                | «Launch A Action»                    | 2:18     |  |
| 28.                | «Launch B Count 01»                  | 0:42     |  |
| 29.                | «Launch B Count 02»                  | 1:37     |  |
| 30.                | «Launch B Count 03»                  | 2:23     |  |
| 31.                | «Launch B Count 04»                  | 0:54     |  |
| 32.                | «Launch B Count 05»                  | 3:17     |  |
| 33.                | «Main Theme B v2»                    | 0:23     |  |
| 34.                | «Main Theme A»                       | 0:27     |  |
| 35.                | «Main Theme Tension Loop»            | 0:46     |  |
| 36.                | «Mp Spawn Opfor»                     | 0:07     |  |
| 37.                | «Mp Spawn Russia»                    | 0:09     |  |
| 38.                | «Mp Spawn Sas»                       | 0:14     |  |
| 39.                | «Mp Spawn Usa»                       | 0:10     |  |
| 40.                | «Mp Suspense 01»                     | 0:48     |  |
| 41.                | «Mp Suspense 02»                     | 0:44     |  |
| 42.                | «Mp Suspense 03»                     | 0:22     |  |
| 43.                | «Mp Suspense 04»                     | 0:23     |  |
| 44.                | «Mp suspense 05»                     | 0:57     |  |
| 45.                | «Mp Time Lose»                       | 0:12     |  |
| 46.                | «Mp Time Win»                        | 0:18     |  |
| 47.                | «Mp Victory Opfor»                   | 0:13     |  |
| 48.                | «Mp Victory Sas»                     | 0:13     |  |
| 49.                | «Mp Victory Usa»                     | 0:13     |  |
| 83:00              |                                      |          |  |

## Promoción y lanzamiento
El 27 de abril de 2007, el día antes del lanzamiento del tráiler oficial del juego, Infinity Ward lanzó un sitio web llamado «Charlie Oscar Delta» para promocionar información sobre el juego. Charlie Oscar Delta cuenta con un sistema de clasificación que permite a los usuarios completar misiones para incrementar su rango y completar dichas misiones por premios. Charlie Oscar Delta es derivado del alfabeto fonético de la OTAN y las iniciales de Call of Duty. El primer tráiler revelador de Call of Duty 4: Modern Warfare fue lanzado el 28 de abril de 2007. La beta del videojuego para Xbox 360 fue anunciada el 30 de agosto de 2007. Esta versión fue diseñado para probar los servidores multijugador, encontrar fallas y ayudar a equilibrar las armas. Originalmente era solo para los residentes de los Estados Unidos, pero fue más tarde puesto a disposición de otros países. La versión beta concluyó el 30 de septiembre de 2007. El rango máximo para la beta fue inicialmente el nivel 16, pero se incrementó a 25 hacia el final de dicha versión. Tres mapas multijugador para el juego estuvieron disponibles: Crash, Vacant y Overgrown.
Una demo para un solo jugador para la versión de ordenador personal fue lanzada el 11 de octubre de 2007 como una descarga exclusiva de Yahoo!, y actualmente está disponible para su descarga gratuita. La demo incluye un nivel, «The Bog», que muestra una visión nocturna avanzada y capacidades de gráficos asociados.
Call of Duty 4 fue lanzado para varias consolas y Windows en Norteamérica el 6 de noviembre de 2007, en Australia el 5 de noviembre de 2007, y en Europa el 9 de noviembre de 2007. La versión del juego para Mac OS X fue desarrollada por Aspyr Media y puesta en libertad el 26 de septiembre de 2008. De igual forma, el título fue lanzado en la Mac App Store el 16 de enero de 2011.
Modern Warfare fue calificado por el BBFC como 15, por la ESRB como Mature (M), MA15+ por la OFLC, 16+ por PEGI, y 18 por la USK. La versión para Wii del videojuego, titulada Call of Duty: Modern Warfare: Reflex, fue desarrollada por Treyarch y publicada el 10 de noviembre de 2009, junto con Call of Duty: Modern Warfare 2 y Call of Duty: Modern Warfare: Mobilized.

### Ediciones especiales
El juego fue lanzado como una versión estándar y una versión para coleccionistas. La edición de coleccionista contiene el juego original y un DVD con un documental título «Great SAS Missions» (en español: «Grandes misiones del SAS»), que consiste en tomas de archivo del Servicio Aéreo Especial en acción. El DVD contiene un «making of» y un nivel de tutorial hecho por los desarrolladores. De igual forma, se incluye un póster de edición limitada y un libro de tapa dura con arte conceptual de los personajes durante el desarrollo de estos. Dichos elementos fueron empaquetados en una caja de cartón más grande que la caja del videojuego estándar. La edición del coleccionista era originalmente solo disponible en los Estados Unidos, pero fue liberada más tarde en otros países.
La edición Game of the Year —es decir, la del Juego del Año— fue publicada más tarde para Microsoft Windows, Xbox 360 y PlayStation 3. La versión para PlayStation 3 incluye el paquete de mapas Variety en el disco, y aunque el juego de Xbox 360 de la edición del año inicialmente incluía códigos para descargar el paquete Variety en el Bazar Xbox Live, versiones posteriores no contienen dichos códigos, y por lo tanto no poseían diferencias en cuanto a la versión original de Call of Duty 4.